# Bryan Reyna
Bryan Roberto Reyna Casaverde (Callao, 23 de agosto de 1998) es un futbolista peruano que juega como extremo y su equipo actual es el C. A. Belgrano de la Liga Profesional de Argentina. Es internacional absoluto con la Selección Peruana de fútbol desde 2022.

## Trayectoria

### Inicios en España
Nacido en Pucallpa, Ucayali, Bryan jugaba como extremo ofensivo en el club del puerto del Callao, Academia Cantolao. A pesar de que aún no se convirtió en profesional, se le ofreció a Reyna un trato salarial que recibiría en las inferiores del Mallorca para mudarse a España y unirse en un contrato que lo unió por venta. Participó con la Juvenil A durante un año, hasta formar parte del primer equipo.
Bryan hizo su debut con el primer equipo de la Segunda División B, el 20 de agosto de 2017 en una victoria 0-1 contra Peralada y poco después fue cedido al Toledo de la misma liga hasta el final de la temporada. Luego pasó al Alcoyano por medio del mismo proceso. Fue prestado al Barakaldo C. F. y marcó su primer gol el 20 de octubre al Calahorra y 3 partidos después brindó su primera asistencia ante el C. D. Tudelano para la victoria de su equipo por 3-1, antes de terminar la temporada, fue prestado a Las Rozas C. F. e hizo su debut el 5 de enero de 2020, marcó su primer gol unos veinte días después ante el equipo B del Celta; al final de temporada terminó con veinte partidos y dos goles.

### Vuelta a Perú y paso por Argentina
Tras cinco años en España y no haber logrado su consolidación, rescindió contrato con el Mallorca. En 2021 se convenció de volver a Perú después de un ofrecimiento salarial de parte de dirigentes de la Academia Cantolao y búsqueda personal de continuidad en un solo equipo. Se instaló rápidamente en el país, hizo su debut en la Primera División del Perú el 14 de abril frente a Cienciano. 
En 2023 firmó con Alianza Lima por tres temporadas. Fue parte del plantel ganador del Torneo Apertura, clasificando a los play-off, pero cayendo en la final ante su clásico rival Universitario.Sin embargo, durante dicho año Reyna llegó a registrar 4 goles y 2 asistencias en 32 partidos, y tuvo un rendimiento que si bien tuvo un pequeño bache en el medio, inició y terminó de buena forma, pudiéndose asentar como un titular fijo. Prueba de ello, es que durante dicha estancia recibió ofertas del Gremio de Brasil y del Samsunspor de Turquía, más la institución íntima decidió no aceptar las negociaciones debido a que lo consideraba parte importante del cuadro. 
Para 2024, inicialmente iba a seguir en el cuadro capitalino, incluso disputó 3 amistosos de pretemporada: un empate 1-1 ante Sport Boys, una victoria 2-0 ante Once Caldas de Colombia y un empate 0-0 ante la Universidad Católica de Chile. Sin embargo, apareció una oferta del exterior y al todas las partes ahora sí estar de acuerdo con la cesión, se dio el traspaso correspondiente.

#### Belgrano
Debutó con el equipo argentino el 4 de febrero de 2024, en un partido contra el Newell's Old Boys con el marcador 0-1 en contra. En el siguiente partido daría su primera asistencia en la derrota 1-2 ante Mitre. Su primer gol lo marcaría dos fechas después, ante Sarmiento, El 24 de febrero del mismo año, marcaría un gol espectacular ante su clásico rival Talleres a los 51 segundos, siendo este el gol más rápido en un clásico cordobés. El domingo 25 del 2024, su DT habla de los problemas que hay con el jugador.

## Selección nacional
El entrenador Juan Reynoso le dio a Reyna su debut con la selección peruana el 27 de septiembre de 2022 en una victoria amistosa por 4-1 sobre El Salvador, como titular y anotando su primer gol internacional. Ganó dos partidos más en 2022, jugando en los tres partidos de una gira de amistosos con la selección en noviembre, antes de marcar al año siguiente contra Corea del Sur.

#### Participaciones en Copas América
| Torneo            | Sede           | Resultado      | Partidos | Goles |
| ----------------- | -------------- | -------------- | -------- | ----- |
| Copa América 2024 | Estados Unidos | Fase de grupos | 2        | 0     |

#### Participaciones en Clasificatorias a Copas del Mundo
| Eliminatorias                 | Sede       | Resultado  | Partidos | Goles | Asist. |
| ----------------------------- | ---------- | ---------- | -------- | ----- | ------ |
| Eliminatorias Mundial de 2026 | Sudamérica | En disputa | 3        | 0     |        |
| Total                         | Total      | Total      | 3        | 0     |        |

### Goles internacionales
| #  | Fecha      | Ciudad           | Oponente      | Marcador  | Resultado | Competición | Goles |
| -- | ---------- | ---------------- | ------------- | --------- | --------- | ----------- | ----- |
| 1. | 27-09-2022 | Washington D. C. | El Salvador   | 1:3 (1:4) | Victoria  | Amistoso    |       |
| 2. | 16-06-2023 | Busan            | Corea del Sur | 0:1 (0:1) | Victoria  | Amistoso    |       |

### Partidos con la selección absoluta
| \| PJ \| Fecha \| Ciudad \| Local \| Resultado \| Visitante \| Competición \| \| -- \| ---------- \| ---------------- \| ------------- \| --------- \| --------- \| ----------------------------- \| \| 1. \| 27-09-2022 \| Washington D. C. \| El Salvador \| 1:4 \| Perú \| Amistoso \| \| 2. \| 17-11-2022 \| Lima \| Perú \| 1:0 \| Paraguay \| Amistoso \| \| 3. \| 19-11-2022 \| Arequipa \| Perú \| 1:0 \| Bolivia \| Amistoso \| \| 4. \| 16-06-2023 \| Busan \| Corea del Sur \| 0:1 \| Perú \| Amistoso \| \| 5. \| 20-06-2023 \| Osaka \| Japón \| 4:1 \| Perú \| Amistoso \| \| 6. \| 12-10-2023 \| Santiago \| Chile \| 2:0 \| Perú \| Eliminatorias Mundial de 2026 \| \| 7. \| 17-10-2022 \| Lima \| Perú \| 0:2 \| Argentina \| Eliminatorias Mundial de 2026 \| \| 8. \| 16-11-2023 \| La Paz \| Bolivia \| (2:0) \| Perú \| Eliminatorias Mundial de 2026 \| |            |                  |               |           |           |                               |
| PJ | Fecha      | Ciudad           | Local         | Resultado | Visitante | Competición                   |
| 1. | 27-09-2022 | Washington D. C. | El Salvador   | 1:4       | Perú      | Amistoso                      |
| 2. | 17-11-2022 | Lima             | Perú          | 1:0       | Paraguay  | Amistoso                      |
| 3. | 19-11-2022 | Arequipa         | Perú          | 1:0       | Bolivia   | Amistoso                      |
| 4. | 16-06-2023 | Busan            | Corea del Sur | 0:1       | Perú      | Amistoso                      |
| 5. | 20-06-2023 | Osaka            | Japón         | 4:1       | Perú      | Amistoso                      |
| 6. | 12-10-2023 | Santiago         | Chile         | 2:0       | Perú      | Eliminatorias Mundial de 2026 |
| 7. | 17-10-2022 | Lima             | Perú          | 0:2       | Argentina | Eliminatorias Mundial de 2026 |
| 8. | 16-11-2023 | La Paz           | Bolivia       | (2:0)     | Perú      | Eliminatorias Mundial de 2026 |

## Estadísticas

### Clubes
Actualizado al último partido disputado el 22 de septiembre de 2024.
| Club                           | Div.          | Temporada     | Liga  | Liga  | Liga   | Copas nacionales | Copas nacionales | Copas nacionales | Copas internacionales | Copas internacionales | Copas internacionales | Total | Total | Total  | Media goleadora |
| Club                           | Div.          | Temporada     | Part. | Goles | Asist. | Part.            | Goles            | Asist.           | Part.                 | Goles                 | Asist.                | Part. | Goles | Asist. | Media goleadora |
| ------------------------------ | ------------- | ------------- | ----- | ----- | ------ | ---------------- | ---------------- | ---------------- | --------------------- | --------------------- | --------------------- | ----- | ----- | ------ | --------------- |
| R. C. D. Mallorca · España     | 3.ª           | 2017-18       | 11    | 0     | 0      | -                | -                | -                | -                     | -                     | -                     | 11    | 0     | 0      | 0               |
| R. C. D. Mallorca · España     | Total club    | Total club    | 11    | 0     | 0      | -                | -                | -                | -                     | -                     | -                     | 11    | 0     | 0      | 0               |
| R. C. D. Mallorca "B" · España | 4.ª           | 2017-18       | 8     | 3     | 0      | -                | -                | -                | -                     | -                     | -                     | 8     | 3     | 0      | 0.38            |
| C. D. Toledo · España          | 2.ª B         | 2017-18       | 9     | 0     | 0      | -                | -                | -                | -                     | -                     | -                     | 9     | 0     | 0      | 0               |
| C. D. Toledo · España          | Total club    | Total club    | 9     | 0     | 0      | -                | -                | -                | -                     | -                     | -                     | 9     | 0     | 0      | 0               |
| C. D. Alcoyano · España        | 2.ª B         | 2018-19       | 30    | 0     | 0      | -                | -                | -                | -                     | -                     | -                     | 30    | 0     | 0      | 0               |
| C. D. Alcoyano · España        | Total club    | Total club    | 30    | 0     | 0      | -                | -                | -                | -                     | -                     | -                     | 30    | 0     | 0      | 0               |
| Barakaldo C. F. · España       | 2.ª B         | 2019-20       | 11    | 1     | 1      | -                | -                | -                | -                     | -                     | -                     | 11    | 1     | 1      | 0.09            |
| Barakaldo C. F. · España       | Total club    | Total club    | 11    | 1     | 1      | -                | -                | -                | -                     | -                     | -                     | 11    | 1     | 1      | 0.09            |
| Las Rozas C. F. · España       | 2.ª B         | 2019-20       | 9     | 1     | 0      | -                | -                | -                | -                     | -                     | -                     | 9     | 1     | 0      | 0.11            |
| Las Rozas C. F. · España       | Total club    | Total club    | 9     | 1     | 0      | -                | -                | -                | -                     | -                     | -                     | 9     | 1     | 0      | 0.11            |
| R. C. D. Mallorca "B" · España | 3.ª           | 2020-21       | 6     | 1     | 0      | -                | -                | -                | -                     | -                     | -                     | 6     | 1     | 0      | 0.17            |
| R. C. D. Mallorca "B" · España | Total club    | Total club    | 14    | 4     | 0      | -                | -                | -                | -                     | -                     | -                     | 14    | 4     | 0      | 0.29            |
| Academia Cantolao · Perú       | 1.ª           | 2021          | 21    | 3     | 6      | 1                | 0                | 0                | -                     | -                     | -                     | 22    | 3     | 6      | 0.14            |
| Academia Cantolao · Perú       | 1.ª           | 2022          | 28    | 6     | 3      | -                | -                | -                | -                     | -                     | -                     | 28    | 6     | 3      | 0.21            |
| Academia Cantolao · Perú       | Total club    | Total club    | 49    | 9     | 9      | 1                | 0                | 0                | -                     | -                     | -                     | 50    | 9     | 9      | 0.18            |
| Alianza Lima · Perú            | 1.ª           | 2023          | 26    | 4     | 2      | -                | -                | -                | 6                     | 0                     | 0                     | 32    | 4     | 2      | 0.13            |
| Alianza Lima · Perú            | Total club    | Total club    | 26    | 4     | 2      | -                | -                | -                | 6                     | 0                     | 0                     | 32    | 4     | 2      | 0.13            |
| Belgrano Argentina             | 1.ª           | 2024          | 16    | 3     | 5      | 10               | 2                | 1                | 8                     | 0                     | 1                     | 34    | 5     | 7      | 0.15            |
| Belgrano Argentina             | Total club    | Total club    | 16    | 3     | 5      | 10               | 2                | 1                | 8                     | 0                     | 1                     | 34    | 5     | 7      | 0.15            |
| Total carrera                  | Total carrera | Total carrera | 174   | 21    | 16     | 11               | 2                | 1                | 14                    | 0                     | 1                     | 199   | 24    | 19     | 0.12            |

## Palmarés

### Torneos cortos
| Título          | Club         | País | Año  |
| --------------- | ------------ | ---- | ---- |
| Torneo Apertura | Alianza Lima | Perú | 2023 |